# Eleccions legislatives noruegues de 1906
Les eleccions legislatives noruegues de 1906 se celebraren el 1906 per a renovar els 123 membres del Storting, el parlament de Noruega. Foren les primeres eleccions després de la separació de Noruega i Suècia. Els que obtingueren més escons foren els liberals, i els seus caps Christian Michelsen, Jørgen Løvland i Gunnar Knudsen detingueren el càrrec de primer ministre de Noruega.

## Resultats
|         |                                                    |         |      |          |        |
| Partits | Partits                                            | Vots    | Vots | Escons   | Escons |
| Partits | Partits                                            | #       | %    | #        | ±      |
|         | Partit Liberal (Venstre)                           | 121,562 | 45,4 | 73 / 123 | 25     |
|         | Partit de Coalició (Samlingspartiet)               | 88,323  | 32,7 | 35 / 123 | 26     |
|         | Partit Laborista Noruec (Det norske Arbeiderparti) | 43,134  | 15,9 | 11 / 123 | 5      |
|         | Laboristes Demòcrates (Arbeiderdemokratene)        | 12,819  | 4,8  | 4 / 123  | 2      |
|         | Total                                              | 100%    | 100% | 123      | 123    |